# ماتياس هامل
ماتياس هامل (بالألمانية: Matthias Hummel)‏ هو لاعب كرة قدم ألماني، ولد في 3 نوفمبر 1984 في ترويسدورف في ألمانيا. لعب مع هولشتاين كيل.

## وصلات خارجية
- ماتياس هامل على موقع قاعدة بيانات كرة القدم.إي يو (الإنجليزية)
- ماتياس هامل على موقع عالم كرة القدم.نت (الإنجليزية)